# Mondelēz International
Mondelēz International, Inc. is een Amerikaans multinationaal voedselconglomeraat met een jaaromzet van bijna US$ 36 miljard en 91.000 werknemers wereldwijd.

## Activiteiten
Het omvat de snackafdeling van het voormalige Kraft Foods. In oktober 2012 werden de verse producten afgesplitst, die vooral in de Verenigde Staten worden verkocht. Deze laatste afdeling bleef actief onder de naam "Kraft Foods Group".
De snackdivisie van Kraft Foods werd omgedoopt in Mondelēz International. Mondelēz is internationaal actief, in 2023 werd driekwart van de omzet buiten de Verenigde Staten en Canada gerealiseerd en Europa is de belangrijkste regio. Het telde 91.000 medewerkers, waarvan 79.000 buiten de Verenigde Staten. In 46 landen heeft het bedrijf fabrieken en de producten worden in zo'n 150 landen verkocht.
De belangrijkste producten in het assortiment van Mondelēz zijn koekjes en chocolade die samen zo'n 80% van de omzet uitmaken. De overige 20% wordt gerealiseerd met de verkoop van kauwgom en snoepgoed, dranken en kaas.

### Producten
In Europa doet Mondelēz zaken in vier hoofdcategorieën:
- Chocolade: Milka, Cadbury, Côte d'Or, Toblerone, Freia
- Koekjes: LU, Oreo, Belvita, TUC, Prince en Liga
- Kauwgom en snoep: Trident en Halls
- Kaas en kruidenierswaren: Philadelphia (buiten Noord-Amerika)

#### Benelux
Het Benelux-hoofdkantoor is in Mechelen gevestigd. In België produceert Mondelēz in Herentals (Prince, TUC, PiM’s en Milka), Halle (Côte d'Or) en Namen (productie van smeltkaas). De koekjesfabriek van LU in Herentals is tevens de grootste koekjesfabriek in Europa met een productie van 85.000 ton per jaar. In maart 2023 werd aangekondigd dat de fabriek zal uitbreiden tegen 2024. In Nederland beschikt Mondelēz over een commercieel kantoor in Oosterhout. In totaal werken er bijna 3000 Mondelez-werknemers in de Benelux.

### Belangen
Tot 2015 voerde Mondelēz ook koffiemerken als Jacobs en Carte Noire. In 2013 maakte koffie ongeveer 10% van de totale omzet uit. De koffieactiviteiten werden in 2015 gecombineerd met die van D.E. Master Blenders 1753 en de twee gingen verder samen als Jacobs Douwe Egberts. Mondelēz kreeg met 49% van de aandelen een minderheidsbelang en ontving verder nog € 3,6 miljard voor zijn inbreng. Eind 2019 ging Jacobs Douwe Egberts op in JDE Peet's en Mondelēz kreeg een aandelenbelang van 22,9%. In 2022 en 2023 verkocht het bedrijf aandelen en het belang daalde naar 17,7% per jaareinde 2023. In oktober 2024 verkocht Mondelez zijn hele aandelenbelang in JDE Peet's voor € 2,16 miljard.
Op 9 juli 2018 fuseerde Keurig Green Mountain met Dr Pepper Snapple Group om verder te gaan als Keurig Dr Pepper (KDP). Dit laatste bedrijf heeft een jaaromzet van US$ 11 miljard en is beursgenoteerd. Mondelēz had een aandelenbelang van 24,2% in Keurig Green Mountain maar zag zijn aandelenbelang verwateren naar 13,8% in KDP. Na een aantal transacties daalde het belang naar 5,3% per jaareinde 2021.